# Schloss Kostenitz (Saar)
Schloss Kostenitz ist eine Novelle des österreichischen Schriftstellers Ferdinand von Saar. Sie entstand 1892.

## Inhalt
Der Freiherr von Günthersheim zieht sich mit seiner deutlich jüngeren Frau auf seinen Landsitz zurück. Die Opposition zu Metternichs reaktionärer Politik und die Sympathien mit der Revolution von 1848 hatten ihn zum Verlassen des Staatsdienstes gedrängt. Die Tagespolitik holt ihn jedoch ein, als ein Dragonerregiment, dessen Grenzverlegung von der nahenden Auseinandersetzung mit Preußen kündet, in das benachbarte Dorf verlegt und die Kavallerie im Schloss einquartiert wird. Ihre Zuspitzung erfährt die Novelle, als sich der die Berittenen befehligende Graf Poiga-Reuhoff der jungen Gattin des Freiherrn, Klothilde, annähert. Zwar erliegt diese den gräflichen Avancen nicht, vermag aber dennoch den Selbstvorwürfen, keine entschiedene Abwehr geleistet zu haben, nicht zu entkommen. 
Der »gewohnheitsmässige Roué« (440) erhält zwar schon am nächsten Tag den Marschbefehl, die nagende Reue aber bricht bei Klothilde als »Typhus« aus, mit der sie der zudringliche Graf wohl »als Andenken« (452) infiziert hatte. Klothilde stirbt, die Novelle aber überblickt noch in aller Kürze den Lebensabend des Günthersheim und darüber hinaus die weitere Nutzung des Schlosses Kostenitz – und gerät so zu einer Parabel auf die Vergänglichkeit: 
Das Schloss, das heiterer Ruhesitz, dann Witwensitz der jüngeren Freifrau werden sollte und beiden zur Gram- und Todesstätte wurde, gerät nach Günthersheims Tod in das Eigentum der nahen Gemeinde, allerdings mit der Auflage, auf fünfundzwanzig Jahre nicht bewohnt zu werden. Nach dem Ende dieser Zeit verkauft die Gemeinde das Anwesen sodann an einen Industriellen, der es modernisieren lässt und allmählich alles, was den nun längst vergessenen Vorbesitzern einst wert war, als Kitsch und Verirrung entfernen lässt. 
 nach: Ferdinand von Saar, Requiem der Liebe und andere Novellen; hg. v. Hans-Heinrich Reuter, Bremen 1958 

## Auszeichnung
Die Novelle gehört zu den 180 deutschsprachigen Erzählungen, die Marcel Reich-Ranicki in seine Sammlung Der Kanon aufnahm.